# 1419
Rok 1419 (MCDXIX) gregoriánského kalendáře začal v pátek 1. ledna a skončil v pátek 31. prosince. Dle židovského kalendáře nastal přelom roků 5179 a 5180, dle islámského kalendáře 840 a 841.

## Události
Česko
- 30. července – První pražská defenestrace: Pražský lid vedený knězem Janem Želivským zaútočil na Novoměstskou radnici a přítomné konšely sházel z oken a ubil. Začátek husitské revoluce.
- 2. srpna – Václav IV. je donucen potvrdit do velké obce zvolené konšely a ponechat defenestraci bez trestu.
- 16. srpna – Na Novém hradě u Kunratic umírá Václav IV. Pražský lid útočí na kláštery a vyhání katolické duchovní.
- 30. září – velké shromáždění lidových radikálů „na Křížkách“ u Sulic, asi 14 km jihovýchodně od Prahy.
- 25. října – Pražští husité obsadili Vyšehrad
- 4. listopadu – Bitva u Živohoště mezi venkovskými husity přicházejícími k Praze a oddíly katolické šlechty.
- 13. listopadu – Úspěšné boje umožnily husitům uzavřít výhodné příměří s vdovou po Václavovi IV., královnou Žofií, s katolickým a kališnickým panstvem a s arcibiskupem. Novoměstští vrací Vyšehrad. Aktivizují se radikální lidové vrstvy na venkově.
- prosinec – Jan Žižka vítězí nad Bohuslavem ze Švamberka v bitvě u Nekmíře severozápadně od Plzně, když poprvé použil taktiky ochranné vozové hradby.

Svět
- 19. ledna – Stoletá válka: Rouen se vzdal anglickému králi Jindřichovi V., tím byla zajištěna Anglii vláda nad Normandií.
- 2. července se Portugalci João Gonçalves Zarco a Tristão Vaz Teixeira, kapitáni ve službách Jindřicha Mořeplavce vylodili na ostrově Madeira. Nastalo znovuobjevování Madeirského souostroví (o jeho existenci věděli Féničané i staří Římané).
- 10. září – Jan I. Burgundský, vévoda burgundský, byl zavražděn přívrženci Dauphina.
- 28. září – Papež Martin V. (zvolený kostnickým koncilem 1417) po dlouhém vyjednávání i s pomocí zbraní dosáhl toho, že mohl vstoupit slavnostně do Říma, který byl předtím obsazen Neapolci.
- Congkhapův žák Čhamčhen Čhödže po svém návratu z Číny založil v Tibetu buddhistický klášter Sera, který se stal druhým největším klášterem v Tibetu, schopným pojmout až 5 500 mnichů.
- Byla založena univerzita v Rostocku
- Vládce Persie z dynastie Timurovců, Mirza Shahrukh (1404–1447), vyslal velikou delegaci k Mingům během vlády císaře Yongle (1402–1424). O cestě Čínou si psal záznamy jeden z perských diplomatů, Ghiyasu'd-Din Naqqaha. Část z nich byla zachována v dvorských listinách díky historikovi Hafizovi Abruovi.

### Probíhající události
- 1405–1433: Plavby Čeng Chea
- 1406–1428: Čínsko-vietnamská válka
- 1419–1434: Husitské války

## Narození
- ? – Wan An, velký sekretář čínské říše Ming († 11. dubna 1489)

## Úmrtí
- 5. dubna – Vincent Ferrer, španělský dominikánský mnich a světec (* 23. ledna 1350)
- 10. června – Giovanni Dominici, italský kardinál, biskup a spisovatel; blahoslavený (* 1356)
- 11. června – Rudolf III. Saský, vévoda sasko-wittenberský a kurfiřt Svaté říše římské (* 1373)
- 16. srpna – Václav IV., český král (* 26. února 1361)
- 10. září – Jan I. Burgundský, burgundský vévoda (* 1371)
- 22. prosince – Jan XXIII., vzdoropapež (* okolo 1370)
- 30. prosince – Václav II. Lehnický, kníže Lehnický a Niský a arcibiskup vratislavský (* 1348)
- ? – Congkhapa, tibetský láma, zakladatel buddhistického řádu Gelugpa (* 1357)
- ? - Jan Ptáček z Pirkštejna,  český šlechtic z rodu Ptáčků z Pirkštejna (* 1388)

## Hlavy států
- České království – Václav IV. – Zikmund Lucemburský
- Svatá říše římská – Zikmund Lucemburský
- Papež – Martin V.
- Anglické království – Jindřich V.
- Francouzské království – Karel VI.
- Polské království – Vladislav II. Jagello
- Uherské království – Zikmund Lucemburský
- Byzantská říše – Manuel II. Palaiologos